# 아스콜트
아스콜트(러시아어: Аскольд, 생년 미상 ~ 882년)는 키예프 루스의 전설적인 대공(재위: 862년 ~ 882년)이다.

## 생애
《원초 연대기》에 따르면 862년 노브고로드 공령을 지배하고 있던 루스인인 류리크가 자신의 부하인 아스콜트(Askold), 디르(Dir)를 남쪽으로 보냈다고 한다. 아스콜트와 디르는 드네프르강을 건너던 도중에 발견한 키예프를 지배했다고 한다.
866년에는 비잔티움 제국의 콘스탄티노폴리스 원정에 나섰지만 패전하고 만다. 당시 문헌에서는 루스인의 병사들이 세례를 받고 기독교인으로 개종했다고 한다. 882년 류리크의 후계자인 올레크 베시가 군대를 이끌고 키예프에 입성했다. 올레크 베시는 아스콜트와 디르를 살해한 뒤에 키예프를 수도로 하는 키예프 루스를 수립했다.
|  | 키예프 대공 862년 ~ 882년 | 후임 올레크 베시 |